# صندلي كنعان (الريف الغربي)
صندلي كنعان (بالفارسية: صندل یکنعان) هي منطقة سكنية تقع في إيران في قسم الريف الغربي الريفي. يقدر عدد سكانها بـ 109 نسمة .